# Lines, Vines and Trying Times
Lines, Vines and Trying Times е четвъртият студиен албум на американската поп рок група Jonas Brothers. Излиза на 16 юни 2009 в САЩ и получава смесени критики. Rolling Stone го обявява за най-добрия им албум, въпреки че дава по-добра критика на предния. Продадени са над 554 хил. копия в САЩ, което е повече от достатъчно, за да бъде обявен албумът за златен.

## Информация за албума
В интервю за Rolling Stone, Ник Джонас заявява, че заглавието на албума Lines, Vines and Trying Times е „малко поезия, която съчинихме по време на снимките на Джонас“. Освен това казва:
| „ | Не бих казал, че този нов албум е голям скок за нас, но определено има прогрес в музиката ни и е напредък. В него има доста повече струнни и духови инструменти. Става дума най-вече за това, което сме преживели и което ни вдъхновява. Опитахме се да използваме метафори един вид за да маскираме буквалните неща, които са ни се случили. | “ |

 а Кевин добавя:
| „ | Основното послание на албума е, че са си все същите стари Джонас Брадърс и че просто добавят различни музикални инструменти, за да доизградят мелодията. | “ |

Някои изпълнители, вдъхновили музиката в албума, са Елвис Костело, The Zutons, Coldplay и Нийл Даймънд.
За песента „Much Better“ се твърди, че е написана по повод това, че Джо е преодолял бившата си приятелка Тейлър Суифт, като се споменава нейният хит „Teardrops on my Guitar“. На концерт е обявено, че текстът е променен от „I get a rep for breaking hearts, now I'm done with superstars“ на „I get a rep for breaking hearts, now I'm done with movie stars“, по повод раздялата му с Камила Бел.

## Песни
| Lines, Vines and Trying Times, 2009 | Lines, Vines and Trying Times, 2009      | Lines, Vines and Trying Times, 2009     | 47:36 |
| #                                   | Заглавие на песента                      | Автор(и)                                | Време |
| 1.                                  | World War III                            | Ник Джонас                              | 3:12  |
| 2.                                  | Paranoid                                 | Jonas Brothers, Кати Денис, Джон Фийлдс | 3:38  |
| 3.                                  | Fly with Me                              | Jonas Brothers, Грег Гарбовски          | 3:54  |
| 4.                                  | Poison Ivy                               | Jonas Brothers, Грег Гарбовски          | 4:09  |
| 5.                                  | Hey Baby (с Джони Ланг на китара)        | Jonas Brothers                          | 3:19  |
| 6.                                  | Before The Storm (с Майли Сайръс)        | Jonas Brothers, Майли Сайръс            | 4:26  |
| 7.                                  | What Did I Do to Your Heart              | Jonas Brothers                          | 3:17  |
| 8.                                  | Much Better                              | Jonas Brothers                          | 4:36  |
| 9.                                  | Black Keys                               | Nick Jonas                              | 3:48  |
| 10.                                 | Don't Charge Me for the Crime (с Common) | Jonas Brothers, Райън Лайстман, Common  | 3:59  |
| 11.                                 | Turn Right                               | Jonas Brothers                          | 2:48  |
| 12.                                 | Don't Speak                              | Jonas Brothers, Джон Фийлдс             | 3:55  |

| Бонус песни | Бонус песни                                     | Бонус песни    | Бонус песни |
| #           | Заглавие на песента                             | Автор(и)       | Време       |
| ----------- | ----------------------------------------------- | -------------- | ----------- |
| 13.         | Keep It Real (от оригиналния сериал Jonas L.A.) | Jonas Brothers | 2:51        |
| 14.         | Infatuation (Японски бонус)                     | Jonas Brothers | 3:30        |

### Японско бонус DVD
1. „Paranoid (видеоклип)“
2. „Paranoid (създаване на видеоклипа)“
3. „Album Photo зад кулисите“
4. „`JONAS` зад кулисите“

## Сингли
„Paranoid“

„Paranoid“ излиза като официален водещ сингъл на албума на 12 май 2009, а е потвърдена от Hollywood Records като такъв още на 29 април. Песента дебютира по Радио Дисни на 7 май 2009, но официалното ѝ пускане като радиосингъл става на следващия ден. Видеоклипът прави дебюта си на 23 май по Канал Дисни.
„Fly With Me“
„Fly With Me“ излиза като сингъл на 9 юни 2009. Използвана е първо по време на финалните надписи на филма „Нощ в музея 2“. Видеоклипът на песента прави премиерата си по Канал Дисни на 7 юни.
„Keep It Real“
„Keep It Real“ е потвърдена като песен чрез Twitter. Видеоклипът дебютира на 6 септември 2009, а самата песен е използвана за пръв път в епизода на Jonas L.A. Keeping It Real.

## Изпълнители
- Кевин Джонас: соло китара, пиано („Turn Right“), беквокали
- Джо Джонас: китара, вокали, клавирни инструменти
- Ник Джонас: китара, пиано, вокали, клавирни инструменти, глокеншпил, барабани („What Did I Do to Your Heart“, „Hey Baby“ и „Keep It Real“)
- Джон Фийлдс: бас, китара, клавирни инструменти, вокали, програмиране, перкусии, баритон китара, talk box
- Джон Тейлър: вокали, китара
- Дориън Крозиър: програмиране, барабани, перкусии
- Кен Частейн: перкусии, програмиране, клавирни инструменти
- Стийв Лу: клавирни инструменти
- Common: гостуващи за песента „Don't Charge Me For The Crime“
- Крис Бийти: соло китара на „Much Better“
- Уил Оусли: педална китара и обикновена китара на „Turn Right“; мандолина и баритон китара на „What Did I Do to Your Heart“
- Стюарт Дънкан: струнни-лъкови инструменти на „What Did I Do to Your Heart“ и „Turn Right“
- Грег Гарбовски: бас на „What Did I Do to Your Heart“
- Джон Линд: акустична китара на „What Did I Do to Your Heart“
- Фредерик Йонет: хармоника на „What Did I Do to Your Heart“
- Брус Боутън: педална китара на „Before the Storm“
- Майли Сайръс: гостуващ вокал за „Before the Storm“
- Милиард Пауръс: дванадесет струнна акустична китара на „Before the Storm“
- Майкъл Бланд: барабани на „Hey Baby“ и „Paranoid“
- Джони Ланг: соло китара на „Hey Baby“
- Стийв Роум: вибрафонна „Paranoid“

## История на издаванията по света
| Регион                                                    | Дата          |
| --------------------------------------------------------- | ------------- |
| Франция, Полша, Австрия, Испания, Естония и Ирландия      | 12 юни 2009   |
| Великобритания, Португалия и Мексико                      | 15 юни, 2009  |
| Съединените американски щати, Канада, Бразилия и Колумбия | 16 юни 2009   |
| Азия и Латинска Америка                                   | 17 юни 2009   |
| Австралия и Океания                                       | 19 юни 2009   |
| Япония                                                    | 5 август 2009 |

## Класации и продажби
През първата си седмица Lines, Vines and Trying Times продава 247 000 копия, дебютирайки на първа позиция в Billboard 200. През втората си седмица продава 68 000 копия, което е със 72% по-малко от първата. През третата си седмица продава 42 000 копия, което е с 32% по-малко от втората, и пада на осма позиция в класацията. Застава на 10-а позиция през четвъртата седмица с 34 000 продадени копия, а на следващата пада до 14. През шестата седмица пада на 15-а позиция, а после и до 19-а.

### Позиции в класации и сертификати
| Класация (2009)              | Най-висока позиция | Сертификат | Продажби |
| ---------------------------- | ------------------ | ---------- | -------- |
| Топ 100 албуми Мексико       | 1                  | Платинен   | 100 000  |
| Аржентинска класация         | 1                  | Златен     | 20 000   |
| Венецуелска класация         | 1                  | -          | -        |
| Класация на алубмите Канада  | 1                  | Платинен   | 80 000   |
| Топ 100 албуми Испания       | 1                  | Златен     | 40 000   |
| Топ 100 албуми САЩ           | 1                  | Златен     | 554 000  |
| Топ 30 албуми Португалия     | 3                  | -          | -        |
| Топ 50 албуми Австралия      | 5                  | -          | -        |
| Топ 75 алубми Ирландия       | 6                  | -          | -        |
| Топ 40 албуми Нова Зеландия  | 8                  | -          | -        |
| Топ 75 албуми Великобритания | 9                  | -          | -        |
| Топ 60 албуми Швеция         | 14                 | -          | -        |
| Топ 40 албуми Финландия      | 15                 | -          | -        |
| Топ 50 албума Белгия         | 16                 | -          | -        |
| Топ 150 албума Франция       | 17                 | -          | -        |
| Топ 100 албума Холандия      | 21                 | -          | -        |
| Топ 50 албума Полша          | 22                 | -          | -        |
| Топ 40 албума Норвегия       | 25                 | -          | -        |
| Топ 40 албуми Дания          | 28                 | -          | -        |
| Топ 75 албума Австрия        | 33                 | -          | -        |
| Топ 100 албума Швейцария     | 46                 | -          | -        |